# Лобынск
Лобынск — древнерусский город, располагавшийся на мысе левого берега Оки при впадении её притока, реки Протвы. В настоящее время на этом месте находится село Дракино. Площадка памятника была заселена ещё в VIII—X веках, первоначальное селище на этом месте относится к ранним вятичам. Городской культурный слой фиксируется начиная с XII века. С напольной стороны город был укреплён валом и рвом. Округлое городище диаметром 40 м ныне разрушено карьером.
Впервые Лобынск упоминается в Ипатьевской летописи под 1146 или 1147 годом. В XII веке принадлежал Черниговскому княжеству, в XIII веке — Рязанскому. Гибель города, по-видимому, связана с монгольским нашествием на Русь, хотя не исключено, что после этого он на некоторое время возродился.